# Municipio de Lincoln (condado de Douglas, Dakota del Sur)
El municipio de Lincoln (en inglés: Lincoln Township) es un municipio ubicado en el condado de Douglas en el estado estadounidense de Dakota del Sur. En el año 2010 tenía una población de 84 habitantes y una densidad poblacional de 0,91 personas por km².

## Geografía
El municipio de Lincoln se encuentra ubicado en las coordenadas 43°23′3″N 98°10′15″O / 43.38417, -98.17083. Según la Oficina del Censo de los Estados Unidos, el municipio tiene una superficie total de 91,93 km², de la cual 91,9 km² corresponden a tierra firme y (0,03 %) 0,03 km² es agua.

## Demografía
Según el censo de 2010, había 84 personas residiendo en el municipio de Lincoln. La densidad de población era de 0,91 hab./km². De los 84 habitantes, el municipio de Lincoln estaba compuesto por el 100 % blancos. Del total de la población el 0 % eran hispanos o latinos de cualquier raza.